# Igor Vraniak
Igor Vraniak (* 12. března 1959) je bývalý československý basketbalista, stříbrný medailista z Mistrovství Evropy 1985. Je absolventem Slovenské technické univerzity v Bratislavě, fakulty chemické a potravinářské technologie. Je zařazen na čestné listině mistrů sportu.
V československé basketbalové lize v letech 1977–1992 celkem odehrál 11 sezón, jednu sezónu za tým Dukla Olomouc (3. místo v roce 1984) a deset sezón za Iskra / Chemosvit Svit, s nímž byl vicemistrem Československa 1985 a na 4. místě v roce 1987. Je na 83. místě tabulky střelců československé ligy s celkovým počtem 2907 bodů.
S týmem Iskra / Chemosvit Svit se zúčastnil jednoho ročníku FIBA Poháru vítězů národních pohárů (1986), v 1. kole vyřadili turecký Fenerbahce SK Istanbul, v osmifinále prohráli se Stade Francais BC Paříž, Francie. 
Za reprezentační družstvo Československa v letech 1984–1986 hrál 61 zápasů, z toho na Mistrovství Evropy 1985 ve Stuttgartu, Německo (2. místo), celkem 4 zápasy, v nichž zaznamenal 11 bodů.

## Hráčská kariéra

### Hráč klubů
- Československá basketbalová liga celkem 11 sezón (1977–1992) a 2907 bodů
- 1977–1978, 1982–1983 Iskra / Chemosvit Svit – 8. místo (1983), 9. místo (1978)
- 1983–1984 Dukla Olomouc – 3. místo (1984)
- 1984–1992 Iskra / Iskra / Chemosvit Svit – vicemistr Československa (1985), 4. místo (1987), 5. místo (1976), 10. místo (1990), 11. místo (1988), 13. místo (1991), 15. místo (1992)
- Slovenská basketbalová liga
  - 1993–1999 Kovohuty Krompachy – 13. místo (1994)

Evropské poháry klubů
- Iskra / Chemosvit Svit
  - Pohár vítězů pohárů – 1986 (4 zápasy) – 1. kolo s Fenerbahce Istanbul (104–76, 71–94), osmifinále – prohra se Stade Francais BC Paříž, Francie (80–84, 71–103)

### Československo
- Za reprezentační družstvo Československa mužů v letech 1984–1986 hrál celkem 61 zápasů
- Mistrovství Evropy 1985 Stuttgart, Německo (11 bodů /4 zápasy) 2. místo, stříbrná medaile.